# جاك وجيل (فلم)
جاك وجيل (بالإنجليزية: Jack and Jill (film)) هو فيلم كوميدي أُصدر في الولايات المتحدة سنة 2011. وهذا الفيلم من بطولة آدم ساندلر وآل باتشينو وكيتي هولمز (ممثلة).

## القصة
قصة الفيلم تركز على جاك سادلستين (آدم ساندلر) وهو مدير شركة إعلانات ناجح في لوس انجليس مع زوجة جميلة وأطفال جاك يخشى حدث واحد في كل سنة الا وهو زيارة شقيقته التوأم جيل في عيد الشكر. وهي امرأة سلبية وعدوانية لا تخجل، تصيب جاك بالجنون، وتحول حياته العادية الهادئة رأسا على عقب.

## الميزانية والإيرادات
بلغت تكلفة إنتاج الفيلم حوالي 79 مليون دولار بينما حقق أرباحا تقدر بـ 149,673,788 دولار.

## وصلات خارجية
- الموقع الرسمي
- مقالات تستعمل روابط فنية بلا صلة مع ويكي بيانات